# نجدي (غنم)
النجدي، هي سلالة غنم سعودية منتشرة بمنطقة نجد، هذه السلالة ذات شعر أسود على كامل الجسم مع رأس وأطراف بيضاء. تتحمل هذه السلالة الظروف المناخية الصعبة للصحراء النجدية.

## التكاثر في السلالة
- تنضج الاٍناث عندما يبلغ وزنها (31 - 34) كغ.
- تمت عدة محاولات للرفع من نسبة التوائم.

## خصائص السلالة
- الكبش والنعجة عديما القرون
- الوزن بعمر سنة ونصف: الكبش 76.5 كغ والنعجة 56.1 كغ.
- وزن الذبيحة (لحم + عظم + شحم) من 49.2 اٍلى 53.2 كلغ.

## وصلات خارجية
- منتدى البيئة الصحراوية والبدوية
- النسخة الاٍلكترونية من صحيفة الرياض اليومية الصادرة عن مؤسسة اليمامة الصحفية

حراج الاغنام-الظان النجدي